# Біуретова реакція

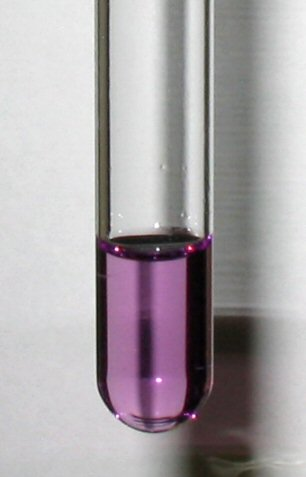
Якісне забарвлення

Біуре́това реа́кція (реакція Піотровського) — якісна реакція на виявлення білків і продуктів їхнього гідролізу (пептидів).
Реакція полягає в утворенні забарвленого комплексу при додаванні до досліджуваного розчину їдкого лугу і, по краплях, незначної кількості сульфату міді(II). При наявності у розчині пептидів (щонайменш трипептидів) та білків Cu2+ утворює хелатний комплекс фіолетового кольору: координація та зв'язування відбуваються за аміногрупами пептидних зв'язків:

При збільшенні у пептидах кількості амінокислотних залишків, забарвлення розчину стає більш насиченим. За відсутності у розчині сполук із пептидними зв'язками розчин одразу забарвлюється у блакитний колір, що відповідає гідроксиду Cu(OH)2.
Назва методу походить від органічної сполуки біурет, котра в аналогічних умовах дає подібну реакцію.
Біуретова реакція є надзвичайно чутливою — вона дає змогу виявляти пептиди і білки навіть при значному розведенні. Реакцію можна використовувати для кількісного колориметричного вимірювання у діапазоні 540—560 нм, для визначення ступеня гідролізу білків.
Її застосовують для клініко-діагностичного визначення білків у сироватці крові при диференційній діагностиці цирозу печінки, захворювань нирок, мієлом, у ветеринарній практиці тощо.